# Marko Paradžik
Marko Paradžik (Zagreb, 25. prosinca 1987.), hrvatski pravnik i glavni urednik časopisa Obnova.
Maturirao je 2006. na Nadbiskupijskoj klasičnoj gimnaziji u Zagrebu, a 2012. diplomirao na Pravnom fakultetu. Obnašao je i dužnost predsjednika Udruge Obnova.
Autor je desetak stručnih i znanstvenih radova. Piše filmske recenzije za Kanu i mrežni portal »Heretica«.